# Distrikt Osnabrück
Der Distrikt Osnabrück war von 1807 bis 1810 ein Distrikt des Departements der Weser im Königreich Westphalen. Von 1811 bis zu seiner Auflösung 1813 bildete er das Arrondissement Osnabrück im zum Kaiserreich Frankreich gehörenden Departement der Oberen Ems. Der Sitz der Unterpräfektur befand sich in Osnabrück.

Der Distrikt Osnabrück im Departement der Weser 1807–1810

## Der Distrikt Osnabrück im Königreich Westphalen 1807–1810
Das Fürstentum Osnabrück, das 1802 aus dem Hochstift Osnabrück hervorgegangen war, gehörte 1806 kurzzeitig zu Preußen und seit 1807 zum Königreich Westphalen. Aus dem Fürstentum wurde der Distrikt Osnabrück im Departement der Weser gebildet. Er umfasste im Wesentlichen das Gebiet des heutigen Landkreises Osnabrück, der heutigen Stadt Osnabrück sowie den Süden des heutigen Landkreises Vechta. Im Jahre 1808 war der Distrikt in 20 Kantone mit insgesamt 124.435 Einwohnern gegliedert:
| Kanton          | Städte und Orte |
| --------------- | --- |
| Osnabrück-Stadt | Stadt Osnabrück |
| Osnabrück-Land  | Haste (Hauptort), Schinkel, Voxtrup, Harderberg, Nahne, Malbergen, Holzhausen, Ohrbeck, Hasbergen, Hellern, Gaste, Atter, Wallenhorst, Lechtingen, Pye, Hollage, Rulle |
| Glandorf        | Glandorf, Schierloh, Sudendorf, Westendorf, Averfehrden, Schwege, Laer, Remsede, Müschen, Hardensetten, Winkelsetten, Westerwiede |
| Bissendorf      | Bissendorf, Natbergen, Eistrup, Uphausen, Holsten, Mündrup, Wersche, Stockum, Holte, Sünsbeck, Nemden, Himbergen, Borgloh, Eppendorf, Wellendorf, Uphöfen, Allendorf, Ebbendorf |
| Dissen          | Dissen, Nolle, Aschen, Aschendorf, Erpen, Hilter, Natrup, Hankenberge |
| Neuenkirchen    | Neuenkirchen, Suttorf, Holterdorf, Küingdorf, Redecke, Insingdorf, Ostenfelde, Schiplage, Riemsloh, Krukum, Döhren, Westendorf, Bennien, Westhoyel, Hoyel, Groß Aschen, Gut Königsbrück |
| Melle           | Melle, Bakum, Eicken, Gerden, Dielingdorf, Eickholt, Schlochtern (Ksp. Melle), Handarpe (Ksp. Melle), Schlochtern (Ksp. Well.), Handarpe (Ksp. Well.), Laer, Drantum, Altenmelle, Gesmold, Wennigsen, Üdinghausen, Warringhof, Dratum, Ausbergen, Wellingholzhausen, Vessendorf, Peingdorf, Himmern, Uhlenberg, Nüven, Kerßenbrock |
| Buer            | Buer, Holzhausen, Hustädte, Sehlingdorf, Meesdorf, Markendorf, Bulsten, Tittingdorf, Wehringdorf, Düingdorf, Wetter, Eicken, Barkhausen, Oldendorf, Föckinghausen, Westerhausen, Oberholsten, Niederholsten |
| Iburg           | Iburg, Glane, Sentrup, Visbeck, Ostenfelde, Hagen, Altenhagen, Mentrup, Beckerode, Gellenbeck, Sudenfeld, Natrup, Oesede, Dröper, Kloster Oesede, |
| Schledenhausen  | Schledehausen, Jeggen, Wulften, Krevinghausen, Astrup, Grambergen, Ellerbeck, Linne, Wissingen, Belm, Icker, Powe, Vehrte, Haltern, Wellingen, Darum, Lüstringen, Gretesch |
| Essen           | Essen, Wehrendorf, Harpenfeld, Lockhausen, Eielstädt, Hüsede, Lintorf, Heithöfen, Wimmer, Hördinghausen, Dahlinghausen, Barkhausen, Linne, Rabber, Brockhausen |
| Ostercappeln    | Ostercappeln, Hitzhausen, Jöstinghausen, Herringhausen, Haaren, Nordhausen, Schwagstorf, Stirpe, Oelingen, Venne, Vorwalde, Niewedde, Broxten, Welplage, Schwege |
| Gehrde          | Gehrde, Hastrup, Rüsfort, Helle, Groß Drehle, Neuenkirchen, Grapperhausen, Bieste, Klein Drehle, Hörsten |
| Vörden          | Vörden, Damme, Osterfeine, Holdorf, Fladderlohausen, Rüschendorf, Hinnenkamp, Borringhausen |
| Bramsche        | Bramsche, Pente, Achmer, Rieste, Hesepe, Epe, Sögeln, Engter, Kalkriese, Evinghausen, Schleptrup |
| Ueffeln         | Ueffeln, Balkum, Merzen, Alfhausen, Heeke, Wallen, Thiene, Neuenkirchen, Vinte, Limbergen, Lintern, Südmerzen, Lechtrup, Osteroden, Westeroden, Plaggenschale, Döllinghausen, Engelern |
| Fürstenau       | Fürstenau, Schwagstorf, Hollenstede, Lütkeberge, Kellinghausen, Settrup, Höne, Bokern, Dalum, Vechtel, Lonnerbecke, Voltlage, Weese, Höckel |
| Ankum           | Ankum, Bersenbrück, Suttrup, Druchhorn, Nortrup, Kettenkamp, Bockraden, Hekese, Restrup, Döthen, Besten, Holsten, Basum, Talge, Ahausen, Bokel, Brickwedde, Rüssel, Westerholte, Tütingen, Aslage, Woltrup, Wehbergen, Hertmann |
| Quakenbrück     | Quakenbrück, Badbergen, Langen, Wulften, Grönloh, Wehdel, Wohld, Grothe, Vehs, Lechterke, Groß Mimmelage |
| Berge           | Berge, Grafeld, Anten, Dalvers, Börstel, Bippen, Hartlage, Ohrte, Ohrtermersch, Menslage, Renslage, Hahlen, Klein Mimmelage, Wierup, Andorf, Schandorf, Bottorf, Borg, Wasserhausen |

## Das Arrondissement Osnabrück im Kaiserreich Frankreich 1811–1813

Lage des Departement in Frankreich 1811–1813

Lage im Departement der Oberen Ems 1811–1813

Nachdem das Kaiserreich Frankreich den gesamten Nordwesten Deutschlands annektierte, wurde aus dem Distrikt Osnabrück das Arrondissement Osnabrück im französischen Departement der Oberen Ems. Der Norden des Distrikts mit den Kantonen Quakenbrück, Berge, Ankum, Merzen, Gehrde und Vörden fiel an das Arrondissement Quakenbrück und der Kanton Fürstenau an das Arrondissement Lingen. Gleichzeitig kamen das Tecklenburger Land sowie Teile des Münsterlandes und des Ravensberger Landes zum Arrondissement Osnabrück.
Das Arrondissement wurde nach französischem Vorbild in Kantone und Mairien (Bürgermeistereien) gegliedert. 1812 bestanden dreizehn Kantone mit 138.340 Einwohnern:
| Kanton                | Mairie                   | Städte und Dörfer |
| --------------------- | ------------------------ | --- |
| Osnabrück intra muros | Osnabrück                | Stadt Osnabrück |
| Osnabrück extra muros | Kirchspiel Dom           | Schinkel, Haste |
| Osnabrück extra muros | Kirchspiel St. Johannis  | Nahne, Malbergen, Holzhausen, Harderberg, Voxtrup                                                                                    |
| Osnabrück extra muros | Kirchspiel St. Marien    | Hellern, Gaste, Atter |
| Osnabrück extra muros | Kirchspiel St. Cathrinen | Ohrbeck, Hasbergen, Hörne |
| Osnabrück-Land        | Rulle                    | Rulle |
| Osnabrück-Land        | Wallenhorst              | Wallenhorst, Lechtingen, Pye, Hollage,                                                                                               |
| Osnabrück-Land        | Belm                     | Belm, Vehrte, Gretesch |
| Osnabrück-Land        | Icker                    | Icker, Haltern, Wellingen, Darum, Lüstringen, Powe,                                                                                  |
| Bramsche              | Bramsche                 | Bramsche, Pente, Achmer, Rieste, Hesepe, Epe, Sögeln,                                                                                |
| Bramsche              | Engter                   | Engter, Kalkriese, Evinghausen, Schleptrup,                                                                                          |
| Dissen                | Dissen                   | Dissen, Nolle, Aschen, Aschendorf, Erpen, Kleekamp, Westbarthausen                                                                   |
| Dissen                | Hilter                   | Hilter, Natrup, Hankenberge |
| Dissen                | Borgholzhausen           | Borgholzhausen, Winkelshütten, Barnhausen, Wichlinghausen, Hamlingdorf, Cleve, Holtfeld, Casum, Oldendorf, Ostbarthausen, Berghausen |
| Dissen                | Wellingholzhausen        | Wellingholzhausen, Uhlenberg, Nüven, Kerßenbrock, Vessendorf, Handarpe (Ksp. Well.), Himmern, Peingdorf, Schlochtern (Ksp. Well.)    |
| Essen                 | Essen                    | Essen, Wehrendorf, Harpenfeld, Lockhausen, Eielstädt, Hüsede                                                                         |
| Essen                 | Lintorf                  | Lintorf, Heithöfen, Wimmer, Hördinghausen, Dahlinghausen                                                                             |
| Essen                 | Barkhausen               | Barkhausen, Linne, Rabber, Brockhausen                                                                                               |
| Essen                 | Buer                     | Buer, Holzhausen, Hustädte, Sehlingdorf, Meesdorf, Markendorf, Tittingdorf, Wehringdorf, Düingdorf, Wetter, Eicken, Barkhausen       |
| Essen                 | Oldendorf                | Oldendorf, Föckinghausen, Westerhausen, Oberholsten, Niederholsten                                                                   |
| Iburg                 | Iburg                    | Iburg |
| Iburg                 | Glane                    | Glane, Sentrup, Visbeck, Ostenfelde                                                                                                  |
| Iburg                 | Hagen                    | Hagen, Altenhagen, Mentrup, Beckerode, Gellenbeck, Sudenfeld, Natrup                                                                 |
| Iburg                 | Borgloh                  | Borgloh, Eppendorf, Wellendorf, Uphöfen, Allendorf, Ebbendorf                                                                        |
| Iburg                 | Oesede                   | Oesede, Dröper, Kloster Oesede |
| Iburg                 | Bissendorf               | Bissendorf, Natbergen, Eistrup, Uphausen, Holsten, Mündrup, Wersche, Stockum,                                                        |
| Iburg                 | Holte                    | Holte, Sünsbeck, Nembden, Himbergen                                                                                                  |
| Lengerich             | Lengerich                | Lengerich, Aldrup, Andrup, Wechte, Ringel, Settel, Hohne, Schollbruch, Intrup                                                        |
| Lengerich             | Lienen                   | Lienen, Aldrup, Höste, Westerbeck, Holzhausen, Meckelwege, Kattenvenne, Holperdorp                                                   |
| Lengerich             | Ladbergen                | Ladbergen, Hölter, Wester, Overbeck                                                                                                  |
| Melle                 | Melle                    | Melle, Bakum, Eicken, Gerden, Dielingdorf, Eickholt, Laer, Drantum, Altenmelle, Handarpe (Ksp. Melle), Schlochtern (Ksp. Melle)      |
| Melle                 | Gesmold                  | Gesmold, Wennigsen, Üdinghausen, Warringhof, Dratum, Ausbergen,                                                                      |
| Melle                 | Neuenkirchen             | Neuenkirchen, Suttorf, Holterdorf, Küingdorf, Redecke, Insingdorf, Ostenfelde                                                        |
| Melle                 | St. Annen                | St. Annen, Schiplage, Gut Warmenau                                                                                                   |
| Melle                 | Riemsloh                 | Riemsloh, Krukum, Döhren, Westendorf, Bennien, Westhoyel, Hoyel, Groß Aschen                                                         |
| Ostbevern             | Ostbevern                | Ostbevern, Überwasser, Lehmbrock, Loburg, Brock, Schirl                                                                              |
| Ostbevern             | Westbevern               | Westbevern, Vadrup, Brock |
| Ostbevern             | Telgte                   | Telgte (nördlich der Ems), Vechtrup                                                                                                  |
| Ostbevern             | Einen                    | Einen |
| Ostbevern             | Milte                    | Milte, Ostmilte, Hörste, Beverstrang, Gröblingen (nördl. der Hessel), Velsen                                                         |
| Ostbevern             | Glandorf                 | Glandorf, Schierloh, Sudendorf, Westendorf, Averfehrden, Schwege                                                                     |
| Ostbevern             | Greven                   | Greven, Wentrup, Pentrup, Hüttrup, Schmedehausen, Fuestrup, Bockholt, Guntrup, Maestrup                                              |
| Ostercappeln          | Ostercappeln             | Ostercappeln, Hitzhausen, Jöstinghausen, Herringhausen, Haaren, Nordhausen, Schwagstorf, Stirpe, Oelingen                            |
| Ostercappeln          | Venne                    | Venne, Vorwalde, Niewedde, Broxten                                                                                                   |
| Ostercappeln          | Bohmte                   | Bohmte |
| Ostercappeln          | Hunteburg                | Hunteburg, Meyerhöfen, Schwege, Welplage                                                                                             |
| Ostercappeln          | Schledehausen            | Schledehausen, Jeggen, Wulften, Krevinghausen, Astrup, Grambergen, Ellerbeck, Wissingen, Linne                                       |
| Tecklenburg           | Tecklenburg              | Tecklenburg |
| Tecklenburg           | Ledde                    | Ledde, Wieck, Danebrock, Oberbauer                                                                                                   |
| Tecklenburg           | Leeden                   | Leeden, Loose |
| Tecklenburg           | Lotte                    | Lotte, Osterberg |
| Tecklenburg           | Wersen                   | Wersen, Büren, Halen |
| Tecklenburg           | Westerkappeln            | Westerkappeln, Seeste, Osterbeck, Westerbeck, Metten, Sennlich, Hambüren, Handarpe, Lada                                             |
| Versmold              | Versmold                 | Versmold, Peckeloh, Loxten, Oesterweg                                                                                                |
| Versmold              | Bockhorst                | Bockhorst, Gut Stockheim |
| Versmold              | Hesselteich              | Hesselteich, Halstenbeck |
| Versmold              | Hörste                   | Hörste |
| Versmold              | Füchtorf                 | Füchtorf, Elve, Subbern, Rippelbaum, Twillingen, Harkotten                                                                           |
| Versmold              | Laer                     | Laer, Remsede, Müschen, Hardensetten, Winkelsetten, Westerwiede                                                                      |

## Weitere Entwicklung
Nach dem Ende der Franzosenzeit kam der größte Teil des alten Fürstentums Osnabrück zum Königreich Hannover. Die zwischenzeitlich dem Kanton Vörden zugeordneten Kirchspiele Neuenkirchen und Damme wurden abgetrennt und wieder dem Großherzogtum Oldenburg eingegliedert. Die Tecklenburgischen, Münsterländer und Ravensberger Gebiete kamen zur neuen preußischen Provinz Westfalen.